# Nemoura trivittata
Nemoura trivittata är en bäcksländeart som beskrevs av Tatemi Shimizu 1997. Nemoura trivittata ingår i släktet Nemoura och familjen kryssbäcksländor. Inga underarter finns listade i Catalogue of Life.